# La Voleuse de fraises
 (août 2023).
Si vous disposez d'ouvrages ou d'articles de référence ou si vous connaissez des sites web de qualité traitant du thème abordé ici, merci de compléter l'article en donnant les références utiles à sa vérifiabilité et en les liant à la section « Notes et références ».
La Voleuse de fraises est un recueil de trois nouvelles de l'auteure sud-coréenne Eun Hee-kyung, paru en 2002 et traduit en français en 2013.
Le recueil se compose de :
- La Voleuse de fraises
- La Maison où j'ai vécu
- Le Cirque du soleil